# Raffaele Mazio
Raffaele Mazio (ur. 24 października 1765 w Rzymie, zm. 4 lutego 1832 tamże) – włoski kardynał.

## Życiorys
Urodził się 24 października 1765 roku w Rzymie, jako syn Giacoma Mazio i Anny Marii Trezzy. Studiował na Collegio Romano, gdzie uzyskał stopień z teologii, a 20 września 1788 roku przyjął święcenia kapłańskie. Następnie został mistrzem ceremonii papieskich i szambelanem honorowym. Podczas francuskiej okupacji Rzymu uciekł do Piacenzy i Bolonii, a ostatecznie został uwięziony w Cento. Odzyskał wolność w 1814 roku i wraz z kardynałem Ercole Consalvim podróżował po Europie, negocjując traktat pokojowy, kończący wojny napoleońskie. Był także kanonistą Penitencjarii Apostolskiej i kanonikiem kapituły bazyliki liberiańskiej. 15 marca 1830 roku został kreowany kardynałem prezbiterem i otrzymał kościół tytularny Santa Maria in Trastevere. Zmarł 4 lutego 1832 roku w Rzymie.